# Янукс
Янукс — семейство операционных систем специального назначения, созданное для использования в информационных системах с повышенными требованиями к безопасности обрабатываемых данных. Разработка ведётся на дочернем предприятии Росатома ФГУП «НИИ НПО „ЛУЧ“». Янукс основан на дистрибутиве CentOS который, в свою очередь, основан на коммерческом дистрибутиве Red Hat Enterprise Linux.

## Возможности
Янукс может использоваться для создания рабочей среды пользователя, разработчика, администратора. В дистрибутив включён полный набор программных компонентов для организации серверной инфраструктуры как для внутренней сети, так и для Интернет. На его базе может быть создан файловый сервер и сервер печати, почтовый сервер, веб-сервер, сервер базы данных (MySQL, PostgreSQL) или метакаталога LDAP и др.

## Сертификация
ОС «Янукс» имеет сертификат ФСТЭК России по безопасности информации на классы СВТ 5 и НДВ 4 № 2973 от 25 сентября 2013 года.

## Условия распространения
Дистрибутив операционной системы Янукс распространяется на CD и DVD дисках.
Дистрибутив содержит установочные диски, диски с исходными текстами программ и документацию.